# Blastómero

Diagrama de un blastocisto, con su membrana (trofoblasto), su cavidad (blastocele), la masa celular interna (embrioblasto); en relación con el endometrio.

Los blastómeros son un tipo de células embrionarias animales indiferenciadas resultantes de la segmentación del cigoto después de la fecundación. Estas células poseen totipotencialidad, o sea que pueden dar origen a células de cualquier tejido.
En el ser humano, los blastómeros son producidos después de la fecundación y se dividen por mitosis. Dos días después de la fecundación hay 4 blastómeros, y entre 7 y 8 al tercer día.

## Mórula
Los blastómeros se dividen veloz y repetidamente durante los primeros días de la gestación aunque el tamaño del embrión permanece constante (aumenta el número de células pero no su tamaño). Pasados cuatro días, el huevo fecundado tiene más de 32 blastómeros, recibiendo a partir de ese momento el nombre de mórula.
Posteriormente se produce la blastulación, que representa el inicio de la diferenciación celular de tal manera que un grupo de blastómeros se sitúan formando una envoltura externa denominada trofoblasto, que posteriormente dará origen a la placenta, mientras que otros se agrupan constituyendo la masa celular interna o embrioblasto que dará origen al embrión.

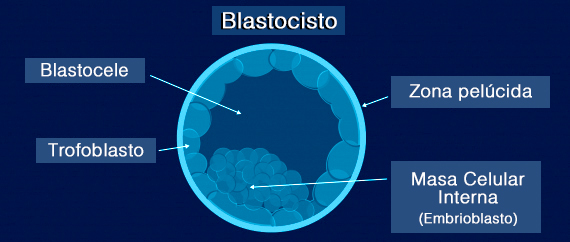
Estructura de un blastocisto.

## Blastocele
El blastocele es una cavidad llena de líquido y que junto al trofoectodermo y la masa celular interna forman el blastocisto (véase diagrama).